# Service d'État pour les questions de propriété (Azerbaïdjan)
Le Service d'État pour les questions de propriété est un service d'État relevant du ministère de l'Économie de la République d'Azerbaïdjan, chargé de la politique et de la réglementation de l'État sur la gestion de la propriété de l'État, l'investissement dans cette propriété, le maintien d'un registre d'adresses, la surveillance de l'utilisation des terres et de la protection des terres.

## Histoire
Le Service d'État pour les questions de propriété a été créé le 19 mai 2009. Il a été  inclus dans la structure du ministère de l'Économie de la République d'Azerbaïdjan par le décret du président de la République d'Azerbaïdjan sur l'élargissement des fonctions et de la structure du ministère de l'Économie de la République d'Azerbaïdjan le 23 octobre 2019.